# Raymond Ibrahim
Raymond Ibrahim (* 1973) ist ein US-amerikanischer Übersetzer, Autor und Kolumnist. Er konzentriert sich auf arabische Geschichte und Sprache sowie diesbezügliche heutige Entwicklungen. Er ist der Autor der Bücher Crucified Again: Exposing Islam's New War on Christians (Regnery, 2013) und The Al Qaeda Reader (Doubleday, 2007).

## Leben und Wirken
Ibrahim wurde in den Vereinigten Staaten als Kind koptischer Einwanderer aus Ägypten geboren. Er spricht fließend Arabisch und Englisch.
Ibrahim studierte an der California State University, Fresno, wo er seine Magisterarbeit unter Victor Davis Hanson schrieb, über eine frühe militärische Begegnung von Islam und Byzanz, mit Berufung auf arabische und griechische Quellen. Ibrahim nahm auch Kurse über arabische Studien an der Georgetown University an und arbeitet jetzt an seiner Doktorarbeit zum Thema Mittelalterliche islamische Geschichte an der Katholischen Universität von Amerika.

### Karriere
Ibrahim war früher Vizedirektor des Middle East Forum. Er wird unterstützt vom David Horowitz Freedom Center.
Während Ibrahim seine Abschlussarbeit schrieb, in welcher der Dschihad in den frühen islamischen Eroberungen zur Sprache kam, ereigneten sich die Terroranschläge am 11. September 2001. Seither beschäftigt er sich vermehrt mit Al-Qaida, dem Islamismus und Al Jazeera.
Ibrahim ist der Herausgeber und Übersetzer des The Al Qaeda Reader, den er veröffentlichte, nachdem er damals nicht übersetzte arabische Dokumente von Al-Qaida gefunden hatte. Gemäß Ibrahim beweise dieses Dokument, dass der Krieg des radikalen Islams gegen den Westen nicht wegen politischer Fehlentwicklungen geführt werde, sondern für alle Zeiten und Länder eine existenzielle Gefahr sei, die tief im Glauben verwurzelt sei.
Ibrahim ist Kommentator für das FrontPage Magazine und beitragender Journalist für das Christian Broadcasting Network.

## Rezeption
Ein Artikel, den Ibrahim über Taqiyya in dem Magazin Jane's Islamic Affairs Analyst schrieb und der am 26. September 2008 veröffentlicht wurde, wurde vereinzelt als gut recherchiert, mit korrekten Fakten, aber [...] letztendlich irreführend beschrieben. Auf diese Vorwürfe antwortete er mit der Schrift Taqiyya Revisited: A Response to the Critics. Sein Buch The Al Qaeda Reader wurde von Reza Aslan im Magazin Slate bewertet. Über die Veröffentlichung des Buches berichteten auch das Handelsblatt, die FAZ und der Tagesspiegel.

## Veröffentlichungen
- The Al Qaeda Reader (Herausgeber und Übersetzer), Doubleday, 2007, ISBN 978-0-385-51655-6
- "How Taqiyya Alters Islam's Rules of War", Middle East Quarterly, Winter 2010, pp. 3–13
- "Are Judaism and Christianity as Violent as Islam?", Middle East Quarterly, Summer 2009, pp. 3–12
- "An Analysis of Al-Qa'ida's Worldview: Reciprocal Treatment or Religious Obligation", Middle East Review of International Affairs, Vol. 12, No. 3, September 2008
- "Studying the Islamic Way of War", National Review, September 11, 2008
- "Islam's Doctrines of Deception", Jane’s Islamic Affairs Analyst, The Middle East Forum, September 26, 2008
- "Jesus and Mohammad, Version 2.0", National Review, September 10, 2007
- "The Two Faces of Al Qaeda", The Chronicle of Higher Education, Vol. 54, Issue 4, p. B3, September 21, 2007
- "Islam gets concessions; Infidels get conquered", Los Angeles Times, December 5, 2006
- "Terrorists die but ideology lives", Harvard University, 1. Februar 2008
- "How dare you? The supremacist nature of Muslim ‘grievances’", Jerusalem Post, 7. Oktober 2013
- "Extremism fuels abuse of Christians in Mideast", CNN, 3. Juli 2014